# Jordans flag
Jordans flag har været i brug siden 1928. Flaget består af sorte, hvide og grønne farver, der er forbundet med en vandret rød trekant og en syvtakket stjerne.
Farverne er de pan-arabiske farver, der repræsenterer henholdsvis Abbaside-kalifatet (sort), Umayyade-kalifatet (hvidt) og Fatimide-kalifatet (grønt). Den røde trekant symboliserer det hashemitiske dynasti og den arabiske opstand i 1916. Stjernen symboliserer det arabiske folks sammenhold og de syv takker refererer til de syv vers fra Al-Fatihah i Koranen.